# Митько Лелюк
«Митько Лелюк» — радянський художній фільм 1938 року, знятий режисерами Мечиславою Маєвською і Олексієм Маслюковим на Одеській кіностудії.

## Сюжет
Про участь дітей у партизанському русі. Дія відбувається на заході України в роки громадянської війни.

## У ролях
- Льоня Фесечко — Митька Лелюк
- Едик Боярчук — Стасик
- Лека Гітлін — Сергій
- Вітя Коновалов — Василько
- Іван Кононенко-Козельський — дядько Гриша, командир Червоної армії
- Євген Пономаренко — Мороз, кулеметник
- Андрій Крамаренко — Дід Мороз
- Михайло Горнатко — Іван, коваль
- Наталія Ужвій — дружина коваля
- Ніна Велика — Олянка, дочка коваля
- Микола Братерський — польський полковник
- Дмитро Кадников — начальник польського штабу
- Олександр Дорошенко — Леонід Павлович Бережний, пан поміщик
- Йосип Маяк — Бубир
- Аркадій Мальський — керуючий маєтком
- В. Піддубний — петлюрівський сотник
- М. Маркова — вчителька
- Сергій Мінін — комісар

## Знімальна група
- Режисери — Мечислава Маєвська, Олексій Маслюков
- Сценаристи — Андрій Головко, М. Шпортько
- Оператор — Євген Славинський
- Композитор — Георгій Мілютін
- Художники — Микола Валеріанов, Сергій Худяков